# 扣帽子

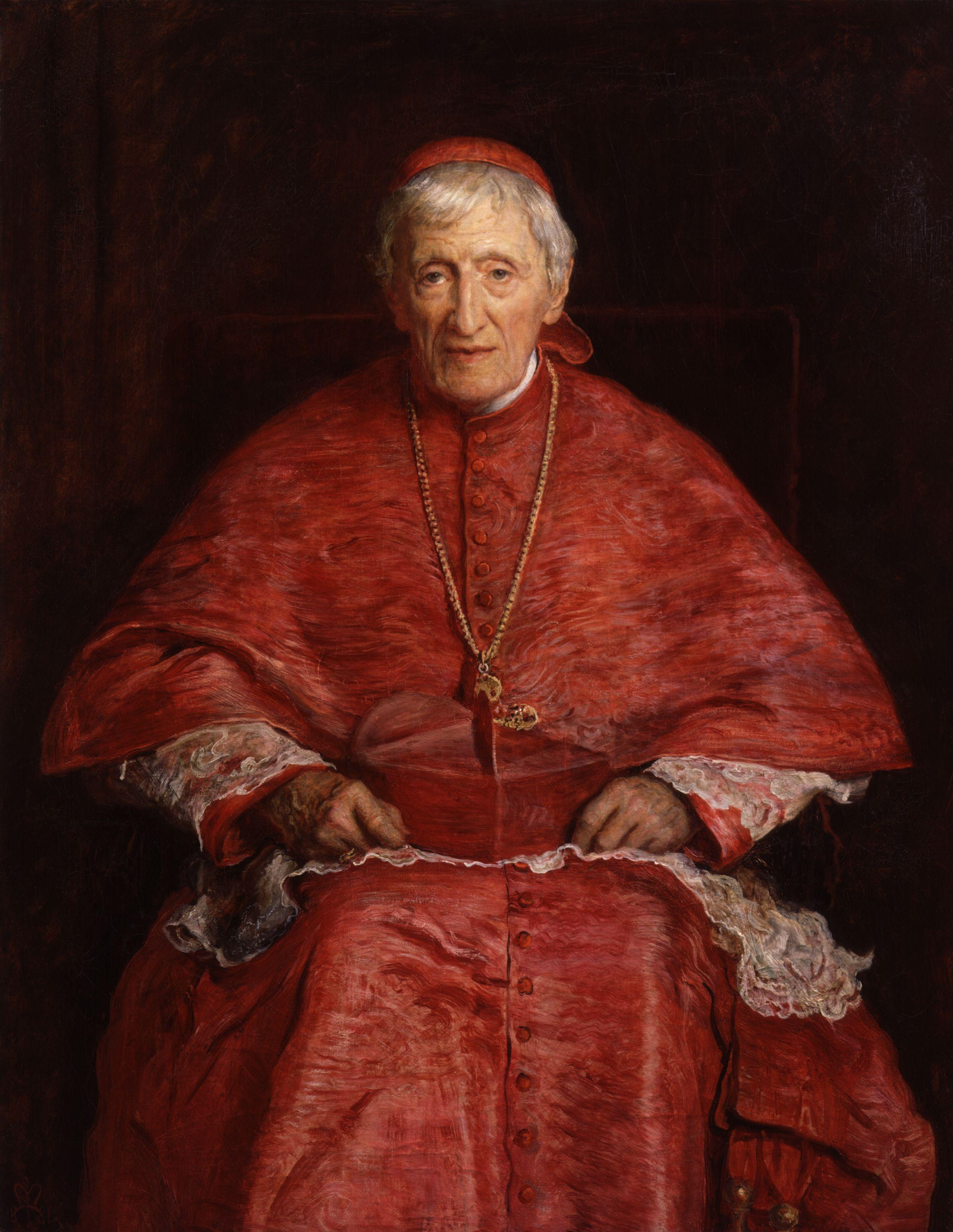
若望·亨利·紐曼的画像

扣帽子，又名貼標籤、咒罵法、鬥臭法、井裡下毒（英語：Poisoning the Well），是一種非常常见的政治宣傳與修辭手法，也是一種典型的人身攻擊，讓閱聽人在還無法深入了解、思考之前，就率先被某人身上負面的標籤所影響，使閱聽人對其事有種「先入為主」的負面認知與不良的刻板印象。由於「扣帽子」和其他相關詞彙的負面意涵，因此說他人「扣帽子」、「貼標籤」等行為本身，也有可能是在扣人帽子。
「井裡下毒」是人身攻擊的特殊形式，這個詞彙最早出現於若望·亨利·紐曼在1864年出版的著作《生命之歌/為己申辯》（Apologia Pro Vita Sua）當中。最初其詞義為字面意義上「在井裡下毒」的作為，是古代戰時的一種軍事手段：人們在發動侵略之前，對敵方水源投毒，以削弱對方的力量。

## 定義
「貼標籤」的手法十分普遍、歷史久遠，根據美國宣傳分析中心1937年在《宣傳的藝術》（The Fine Art of Propaganda）中歸納的宣傳七大手法中，「貼標籤」名列第一，屬於最常用在宣傳上的文字遊戲。與貼標籤有異曲同工之妙，著重於自身正面宣傳的手法稱為「光輝普照」法。
美國宣傳分析中心認為，貼標籤在歷史與個人人格發展上都有著極為重大的影響力。貼標籤不但可以摧毀一個人的名譽，也可以激勵一個人達到非凡成就、或把人送入監獄、讓人瘋狂挑起戰爭並屠殺同袍。標籤可以貼在個人身上，也可以貼在團體、幫派、部落、學校、政黨、鄰居、城邦、國家或種族身上。
貼標籤的手法將上述的個人或團體，也可能是一種事物，與一個負面的符號連結在一起。宣傳者希望利用這種技巧，讓閱聽人在沒有任何依據的情況下，單單憑藉著被賦予的負面符號就因人廢言、直接拒絕某種事物或人物。
「扣帽子」的語境在存在前長期被污名化使用，所以一部份耳熟能詳的用詞既是扣帽子又是污名化：傻子（瘋子）、精神病和吃軟飯等。兩者的區別是污名化的內容映射的事件一定程度存在，而扣帽子的內容可以是完全虛有的。

## 結構
「井裡下毒」可透過論證的形式顯現，而一些哲學家認為這是一種非形式謬誤。
「井裡下毒」之論證有以下形式：
1. 關於論者甲的一些負面訊息，不論這訊息是真是假都一樣。（例如「某甲理盲濫情不願多讀書、心胸狹隘不願接受我方的論述」）
2. 因此甲的講法是錯的。[2]

井裡下毒有時會和事先使用的「關聯謬誤」一起使用，在這種模式中，所有在辯論中可能的未來對手都會被和某種負面特質做關聯（例如「我主張廢除死刑，任何反對廢除死刑的都是理盲濫情不願多讀書、心胸狹隘不願接受廢死可能性的法盲」），而任何想爭辯這種斷言的人，都得冒著被貼標籤的風險。而這也是一個假兩難，因為不是所有的潛在對手都有這些負面特質，像例如不是所有反對廢除死刑的人都是理盲濫情不願多讀書的法盲。
井裡下毒的另一個形式如下：
1. 用一些他人未必會接受、且會阻止不贊同意見的定義，不論這定義是真是假都一樣
2. 任何不同意上述定義的斷言，都自動無效

## 應用
中国文化大革命期间，诸如“走资派”、“反革命”之类的“帽子”经常出现在人民生活中。除了口头上的扣帽子行为，在文革时期的批斗会上甚至出现了写有被批判者“罪名”的真正的帽子。现今中国大陆，一些人将经常给人贴标签的人称为“文革余孽”，然而动辄称他人为“文革余孽”的行为本身也可能是一种扣帽子的行为。
在政黨鬥爭中，貼標籤也是一種常見的操作方法，像例如政府或某些人聲稱某些信仰團體是「邪教」等等；除了政治宣傳外，貼標籤也常利用於商業或廣告上，藉以打擊對手的產品。而在家庭、校園中，小朋友甚至教師也經常在無知的情形下替其他小朋友貼標籤；而在社會上的一些興趣群體當中，部份同好會因一些理由而對某些人士／單位／項目貼標籤。在爭辯當中一些人可能也會給立場不同的人貼標籤，像是主張廢除死刑的人說支持死刑的一方「充滿仇恨」、「法盲」、「沒讀書」、「理盲濫情」、「心胸狹隘，思想不開放」等就是一種貼標籤的行為。可是，以上行為經常會對人格發展、社群和諧甚至民眾對知識之認知，皆造成傷害與阻礙。
另也有根據特定事件，用政治綽號來批評政對的支持者，例如在中華民國政治環境中，人們時常會以得票數字「689」、「817」、「4%」、 預算式公關行為相關數字「1450」或組織名稱「塔綠班」、「喜韓兒」、「擁恆族」、「中共同路人」等詞彙來給其他人貼標纖。

## 外部連結
- Name-Calling, Propaganda Critic （页面存档备份，存于）
- Name-Calling, Source Watch （页面存档备份，存于）
- 校園不貼標籤週 （页面存档备份，存于）